# Củ cải trắng
Củ cải trắng (tiếng Nhật: Daikon-大根 - Đại căn, nghĩa đen: "bộ rễ lớn") là một giống cây cải củ. Giống này mọc lá nhanh, dài (khoảng 15 cm hoặc hơn), màu trắng, có nguồn gốc ở Đông Nam Á hoặc Đông Á.. Chúng được sử dụng trong ẩm thực ở châu Á, ở Nhật chúng là nguyên liệu cho món Daikon oden hay củ cải hầm (nguyên khoanh được cắt ra) và món ăn kèm sashimi, ở Việt Nam chính là nguyên liệu cho đồ chua bỏ vào bánh mì, và là món hầm trong tô hủ tíu.

## Dinh dưỡng
Về lợi ích, củ cải trắng có khả năng làm giảm mức cholesterol huyết thanh và nồng độ chất béo trung tính, trong khi làm tăng HDL cholesterol (cholesterol tốt). Chất cay nhẹ trong củ cải trắng giúp kháng khuẩn, giảm đau. Giúp hỗ trợ gan và ngăn ngừa bệnh tim mạch vì chứa hoạt chất sinh học betaine. Chất này hỗ trợ gan hoạt động tốt hơn, đồng thời làm giảm lượng homocysteine huyết tương - một trong những tác nhân gây bệnh tim mạch.

## Hình ảnh

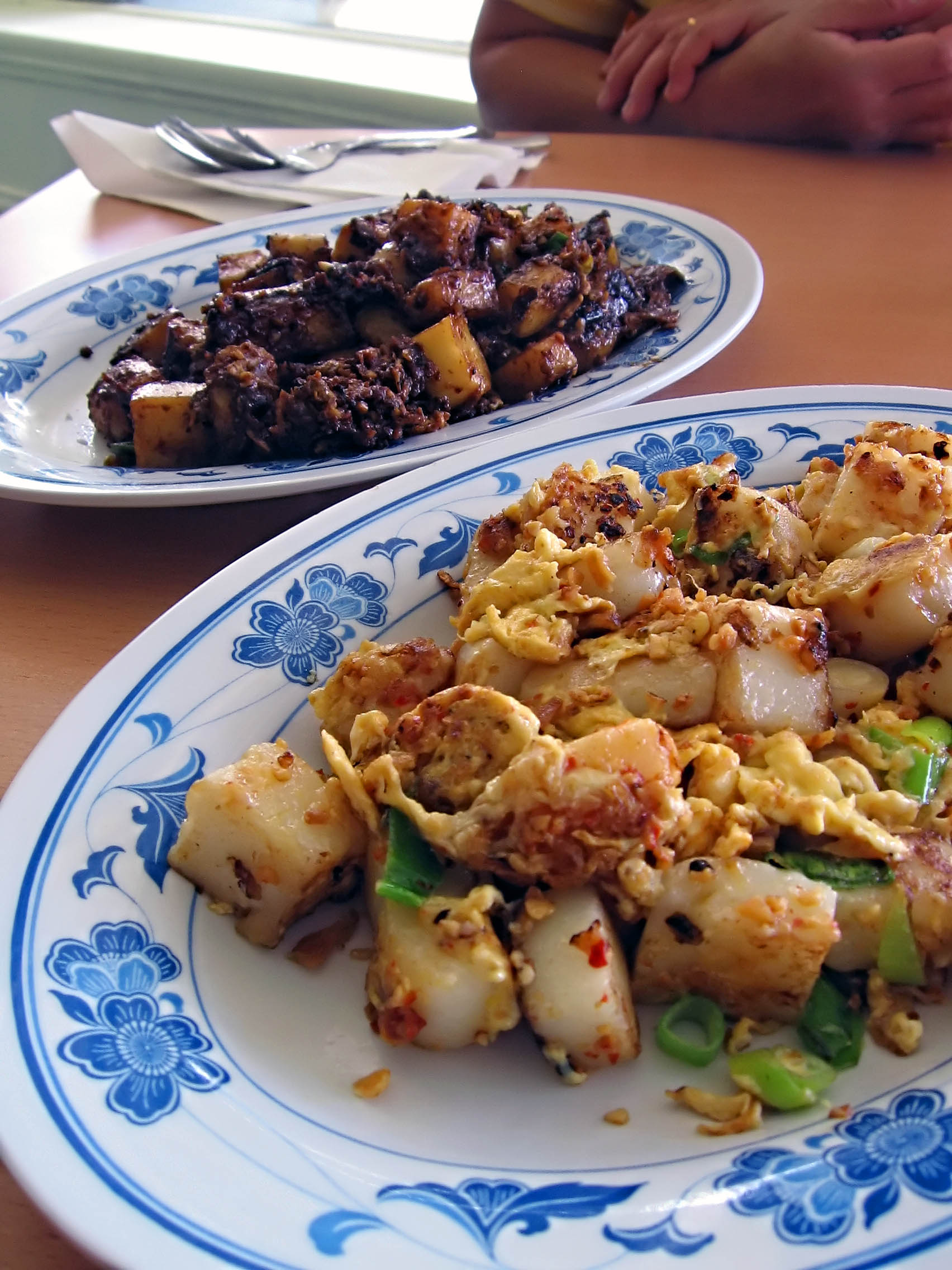
Chai tow kway, món củ cải thái viên và xào
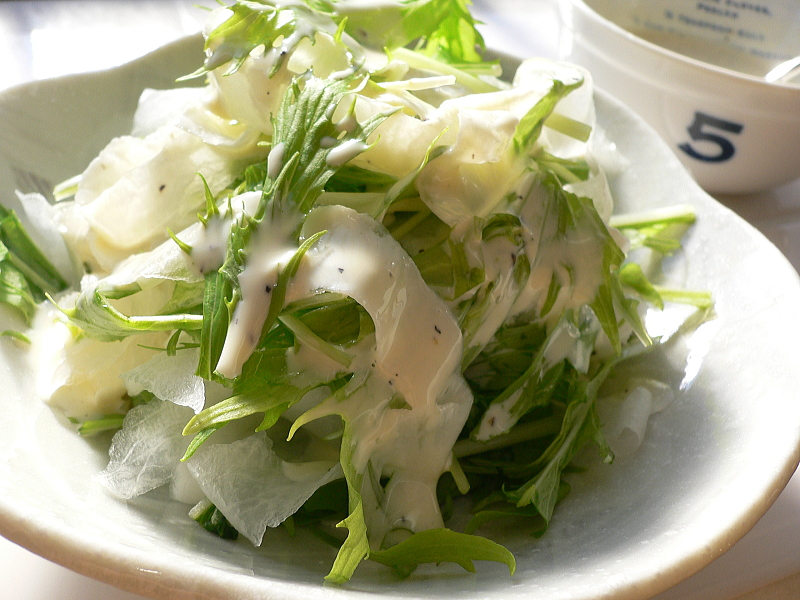
Salad củ cải trắng ăn kèm rau mizuna (màu xanh)
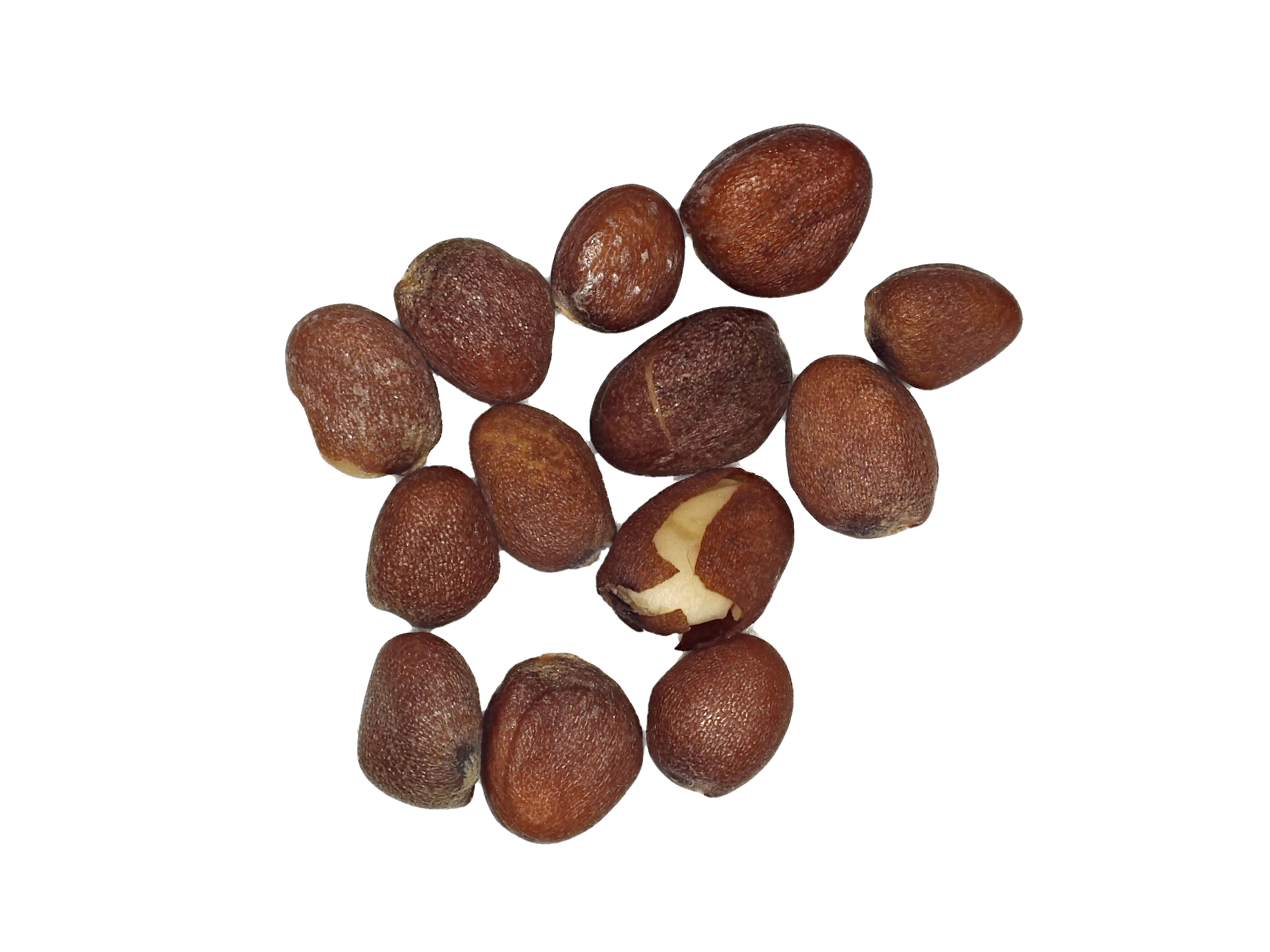
Hạt của cây
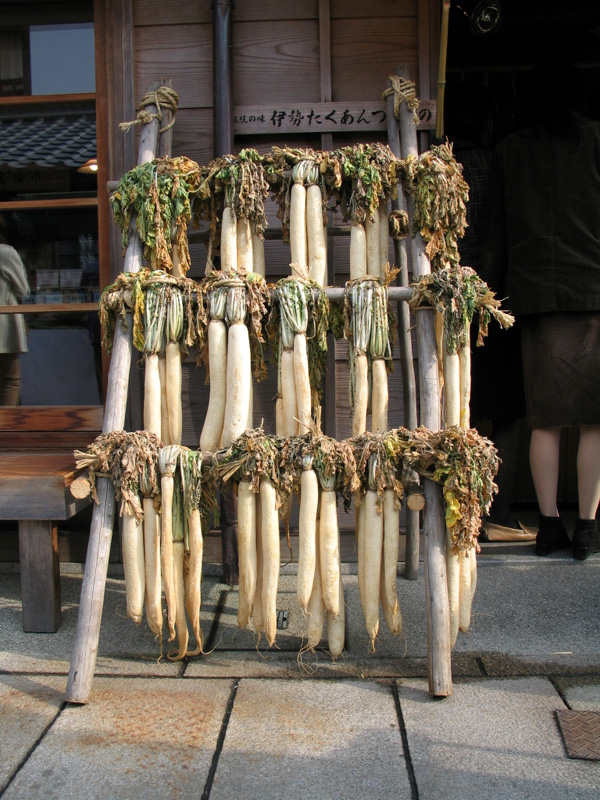
Giá treo củ cải ở Ise, Mie, Nhật Bản
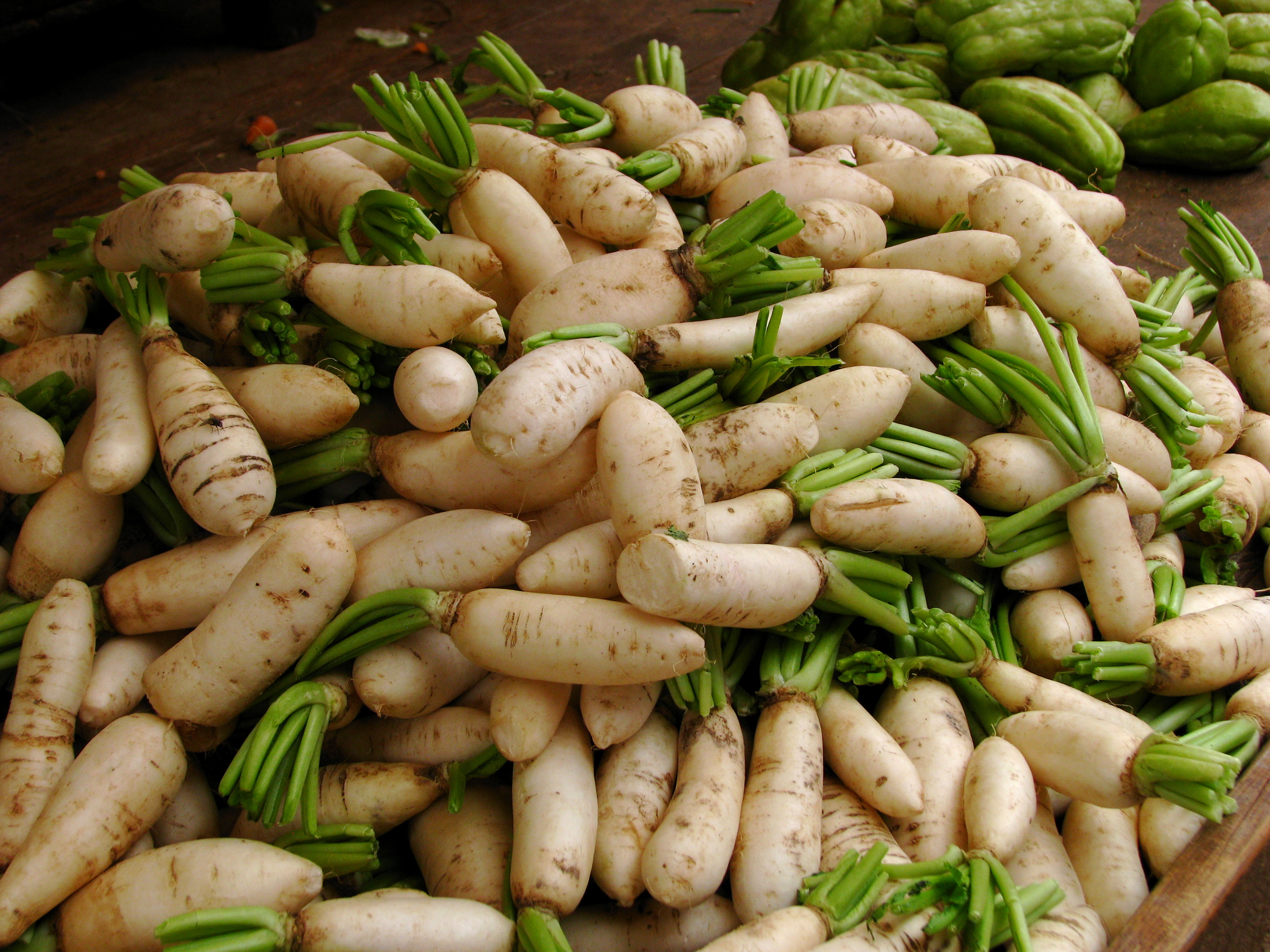
Củ cải trong chợ Koyambedu ở Ấn Độ